# Ivar Wendt
Ivar Otto Adolf Wendt, född 18 maj 1880 i Lidköping, död 15 januari 1976 i Göteborg, var en svensk väg- och vattenbyggnadsingenjör och industriman.
Wendt utexaminerades från Kungliga Tekniska högskolan i Stockholm 1903, var ingenjör vid Norrköpings stads byggnadskontor 1903–1904 och vid Malmö stads drätselkammare 1905–1907. Han blev avdelningschef (för vattenlednings- och kloakverket) vid Malmö stads byggnadskontor (under Edvard A. Sjögreen) 1908 samt var direktör för Göteborgs spårvägar 1921–1926  och därefter för Jonsereds Fabrikers AB. Ivar Wendt är begravd på Jonsereds griftegård.